# Виконт Макинтош Галифаксский
Виконт Макинтош Галифакский из Хетерсетта в графстве Норфолк — наследственный титул в системе Пэрства Соединённого королевства. Он был создан 10 июля 1957 года для британского предпринимателя и государственного служащего Гарольда Макинтоша, 1-го барона Макинтоша из Галифакса (1891—1964). Он был владельцем кондитерской компании «John Mackintosh & Sons Ltd» и в течение многих лет занимал пост председателя Национального сберегательного комитета.
28 января 1935 года Гарольд Макинтош получил титул баронета из Галифакса в графстве Йоркшир (Баронетство Соединённого королевства), а 6 февраля 1948 году для него был создан титул барона Макинтоша Галифакского из Хетерсетта в графстве Норфолк (Пэрство Соединённого королевства).
По состоянию на 2024 год, носителем титула являлся его внук, Джон Клайв Макинтош, 3-й виконт Макинтош Галифакский (род. 1958), который сменил своего отца в 1980 году.

## Виконты Макинтош из Галифакса (1957)
- 1957—1964: Гарольд Винсент Макинтош, 1-й виконт Макинтош Галифакский (8 июня 1891 — 27 декабря 1964), сын Джона Макинтоша (1868—1920);
- 1964—1980: Джон Макинтош, 2-й виконт Макинтош Галифакский (7 октября 1921 — 2 ноября 1980), единственный сын предыдущего;
- 1980 — настоящее время: Джон Клайв Макинтош, 3-й виконт Макинтош Галифакский (род. 9 сентября 1958), старший сын предыдущего от второго брака;
  - Наследник: достопочтенный Томас Гарольд Джордж Макинтош (род. 8 февраля 1985), старший сын предыдущего от первого брака.